# コスミカリー・コンシャス
コスミカリー・コンシャス（原題：Cosmically Conscious）は、1993年にポール・マッカートニーが発表した楽曲。アルバム「オフ・ザ・グラウンド」のラストトラックの後に、短く編集されてシークレットトラックという形で挿入されている 。

## 概要
この曲は遡ることビートルズ時代、インドの瞑想旅行中に書かれた。
録音当時のポールはビートルズ時代を偏重しており、（その傾向はライヴのセットリストにも現れている）、この曲もそのような状況の中で掘り起こされたものであると推測出来る。
そのせいか、ビートルズ中期を思い起こさせる様なサイケデリックなサウンドに仕上げられており、ハーモニウムやシタールなど、ビートルズ中期のサウンドの中核となった楽器も演奏されている。
フルバージョンはシングル「オフ・ザ・グラウンド」のB面および「ザ・コンプリート・ワークス」に収録された。
このバージョンの最後に接続されているカントリー調の曲は、同じセッションで録音された「Down To The RIver」という曲の断片である。
この曲は、2009年の「David Lynch Foundation Benefit Concert」にて、ドラムにリンゴ・スターを迎えてライヴ演奏された。